# Ayat-sur-Sioule
Ayat-sur-Sioule – miejscowość i gmina we Francji, w regionie Owernia-Rodan-Alpy, w departamencie Puy-de-Dôme.
Według danych na rok 1990 gminę zamieszkiwały 134 osoby, a gęstość zaludnienia wynosiła 9 osób/km² (wśród 1310 gmin Owernii Ayat-sur-Sioule plasuje się na 710. miejscu pod względem liczby ludności, natomiast pod względem powierzchni na miejscu 631.).